# Jan Kiepura
Jan Wiktor Kiepura (Sosnowiec, 1902 - Harrison, Nova York, 1966) fou un cantant (tenor) i actor polonès.
Nascut a Sosnowiec (Polònia) el 16 de febrer de 1902 com Jan Wiktor Kiepura, fill de Franciszek (forner polonès) i Miriam (violista jueva), en acabar els estudis elementals seguí, alhora que el seu germà Ladislau i per decisió paterna, els de la carrera d'advocat. Ambdós, però, tenien una gran afició al cant i, tot i conèixer l'oposició del seu pare, Jan va rebre lliçons de música -en secret- d'un professor de la Universitat que s'havia adonat de les extraordinàries aptituds de Kiepura per aquest art.
L'any 1923 va debutar amb un concert al cinema "Sfinks" de Sosnowiec. L'any següent es va incorporar al cor d'Emil Młynarski, a l'Òpera de Varsòvia. Després d'una dilatada excursió per províncies, Jan Kiepura tornà a Varsòvia, on estrenà una òpera d'Erich Korngold. La seva arribada a la capital polonesa i els espectacles que proposava van provocar entusiasme entre la gent. L'any 1926 abandonà Polònia i es presentà en cadascuna de les principals capitals europees. Abans de la Segona Guerra Mundial va fundar l'hotel Patria a Krynica-Zdrój. En aquest hotel s'hi han rodat diverses pel·lícules poloneses. Va participar en dotze musicals, entre els quals O czym się nie myśli (1926), Die Singende Stadt (Neapol, śpiewające miasto) (1930), Tout Pour L'amour (Zdobyć cię muszę) (1933) o Mon coeur t'appelle (1934). També va tenir una carrera d'actor, on destaquen les pel·lícules: The Singing City, The Song of Night, Ich liebe alle Frauen, The Charm of La Boheme, Das Land des Lächeln, Das Lied eíner Nacht (1932), d'Anatole Litvak; Ein Lied für Dich (1933), de Joe May, i Addio Mimí (1947) de Carmine Gallone.
El 1932 anà a l'Òpera Cívica de Chicago i després tornà al seu país. El 31 d'octubre de 1936 es casà amb Marta Eggerth, soprano lírica filla de mare jueva. L'arribada dels nazis a Polònia els va forçar a emigrar als Estats Units. Aterraren a Hollywood, on actuaren abordant entre ambdós quasi tot el repertori líric. Establert als Estats Units durant l'última etapa de la seva vida, efectuà algunes gires artístiques per Alemanya i la seva Polònia natal, on va interpretar amb gran èxit Die lustige Witwe de Franz Lehar, una de les creacions més aplaudides de la pre-guerra. Ho feu al costat de la seva esposa Marta i de Franciska Gaal, una de les més grans figures de l'opereta i del cinema musical europeu dels anys 30.
Tècnicament va destacar per la facilitat d'emissió, però tant les facultats naturals com les adquirides el feren arribar molt amunt.
Va morir a Harrison (Nova York) el 15 d'agost de 1966, als 64 anys, i està enterrat al cementiri de Powązki, a Varsòvia.